# Drago Maiale

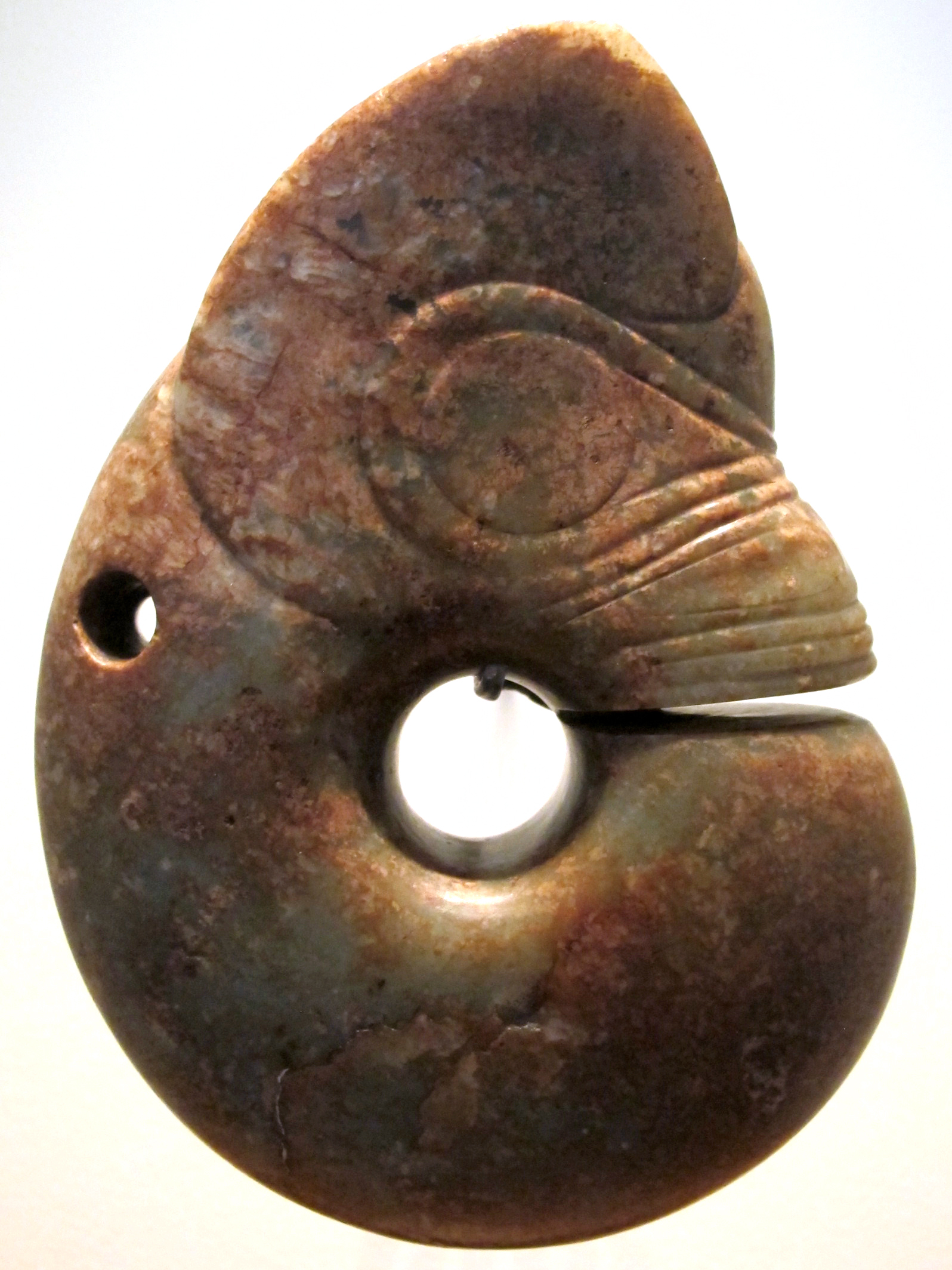
Zhūlóng.

Lo 玉豬龍T, 玉猪龙S, ZhūlóngP, lett. "Dragone Maiale" è un manufatto in giada tipico della Cina neolitica. Si tratta di anelli/spirali raffiguranti una creatura serpentina, dal muso di maiale, in posa simil-fetale  Il corpo serpentiforme è però ben più accentuato negli esemplari tardi che in quelli più antichi, caratterizzati da un tratto molto più grossolano.
Questi artefatti erano, insieme alle aquile di giada (玉鷹) , tipici della Cultura di Hongshan e rappresentavano, con buona probabilità, divinità funerarie. A supportare tale tesi concorrono i rinvenimenti di ossi suini nei siti di sepoltura Hongshan .
Congiuntamente a reperti legati alla contemporanea Cultura di Yangshao, gli zhūlóng di Hongshan sono tra le prime raffigurazioni del drago nella cultura cinese. Più precisamente, i draghi-maiale avrebbero funto da archetipo per il successivo sviluppo degli amuleti draghiformi della Dinastia Shang e per lo sviluppo dell'ideogramma indicante il drago.